# Xerosaprinus scabriceps
Xerosaprinus scabriceps är en skalbaggsart som först beskrevs av Thomas Casey 1916.  Xerosaprinus scabriceps ingår i släktet Xerosaprinus och familjen stumpbaggar. Inga underarter finns listade i Catalogue of Life.